# آلتر راین
آلتر راین (به لاتین: Alter Rhein) یک رود در سوئیس است که در کانتون سنت گالن واقع شده‌است.